# Śluza Borki
Śluza Borki – trzecia śluza na Kanale Augustowskim (licząc od strony Biebrzy). Podobnie jak Śluza Sosnowo zniszczona całkowicie podczas II wojny światowej i odbudowana w nowej formie.
- Położenie: 19,25 kilometr kanału
- Różnica poziomów: 2,89 m
- Długość: 44,0 m
- Szerokość: 6,10 m
- Wrota: metalowe
- Lata budowy: 1835–1836
- Kierownik budowy: inż. Wojciech Korczakowski